# Grou-de-pescoço-branco
O grou-de-pescoço-branco, (Antigone vipio) é uma ave da família Gruidae.

## Distribuição
O grou-de-pescoço-branco reproduz-se no nordeste da Mongólia, no nordeste da China e nas áreas adjacentes do sueeste da Rússia, onde um programa desenvolvido na Reserva Natural de Khingan cria ovos fornecidos por zoos dos EUA para reforçar a população da espécie. Diferentes grupos de aves migram para invernar perto do Rio Yangtzé, na Zona Desmilitarizada Coreana e em Kyūshū no Japão. Eles também atingem o Cazaquistão e Taiwan. Apenas cerca de 3.700 a 4.500 indivíduos permanecem na natureza.